# Radiostacja RF-5200
Radiostacja RF–5200 – krótkofalowa radiostacja nadawczo-odbiorcza stosowana w Siłach Zbrojnych Rzeczypospolitej Polskiej.
Radiostacja pokładowa montowana na pokładach samochodów osobowo-terenowych i wozów dowodzenia.
| Dane taktyczno–techniczne   | Dane taktyczno–techniczne                  |
| --------------------------- | ------------------------------------------ |
| Rodzaj                      | pokładowa                                  |
| Zakres częstotliwości pracy | 1–60 MHz                                   |
| Rodzaje emisji              | telefonia J3E/H3E/F3E; telegrafia: AIA/J2E |
| Szybkość transmisji         | 300 bit/s–2400 bit/s                       |
| Moc wyjściowa nadajnika     | 150 W PEP 50 W FM                          |
| Wymiary                     | 279 × 394 × 223                            |
| Napięcie zasilania          | 24 V                                       |
| Ciężar                      | 19,4 kg                                    |